# おうし座ベータ星
おうし座β星は、おうし座で2番目に明るい恒星で2等星。

## 概要
おうし座とぎょしゃ座の境界線上に位置しているため、かつてはぎょしゃ座γ星 (γ Auriga) ともされていた。
おうし座β星は特異星、中でも水銀・マンガン星に分類されており、太陽にくらべてマンガンの含有率が20倍も高く、またカルシウムとマグネシウムは8分の1と低い。中心核では水素による核融合が終わりに近づいており、今後200万年以内に主系列から進化して橙色の巨星になるものと予測されている。

## 名称
固有名エルナト (Elnath) は、アラビア語のالنطح (an-naṭḥ, アン＝ナトフ) からきており、「（角で）突くこと」を意味している。元々アラビアではおひつじ座のβ星とγ星からなる第1月宿の別名として、のちにはα星の名前とされていたが、誤って伝えられておうし座β星の名前とされた。2016年7月20日に国際天文学連合の恒星の命名に関するワーキンググループ (Working Group on Star Names, WGSN) は、Elnath をおうし座β星の固有名として正式に承認した。